# .45 Winchester Magnum
.45 Winchester Magnum (.45 Magnum; .45 Win Mag; 11,5х30 мм) — американский пистолетный патрон центрального боя, с гильзой без ранта, предназначенный в основном для использования в самозарядных пистолетах, применяется для охоты и стрельбы по металлическим мишеням.

## Конструкция
Патрон .45 Winchester Magnum сконструирован на базе .45 ACP, похож на него внешне, но отличается более длинной гильзой, стенки утолщённые из-за увеличенного рабочего давления, возросшего из-за применения порохового заряда большего, чем у патрона .45 ACP.
Этот патрон также очень похож на патрон .45 NAACO, созданный компанией North American Arms Corporation для их пистолета NAACO Brigadier, который предполагали поставлять канадской армии, но в 1952 году пистолет не прошёл стандартизацию в странах НАТО.
.45 Winchester Magnum является более мощным патроном, чем также применяемый в самозарядных пистолетах патрон .44 Magnum, так как по сравнению с последним использует более тяжёлые пули и обладает бо́льшим зарядом пороха. Типичная масса пули — 14,9 грамм, начальная скорость пули — 420—430 м/с, дульная энергия — около 1356 Дж.
К недостаткам этого патрона можно отнести значительную отдачу, которую надо компенсировать конструкцией пистолета. Пистолеты под этот патрон имею повышенную массу и увеличенную рукоятку, удобную для людей с большими ладонями.

## История
Патрон .45 Winchester Magnum был спроектирован в компании Winchester в 1977 году. В 1979 году он поступил в серийное производство. Поначалу, несмотря на его применение в пистолетах L.A.R. Grizzly Win Mag и Wildey Magnum, этот патрон не получил большой популярности у любителей оружия, и применялся больше для целевой стрельбы из пистолетов наподобие однозарядного спортивного Thompson-Center Contender.
Впоследствии .45 Winchester Magnum обрёл много фанатов среди стрелков — членов ассоциации IHMSA, для которых предоставляемые им убойная сила и мощность привлекательны для гарантированного поражения мишени на дистанции больше средней. Этот патрон также используется охотниками в специализированных пистолетах, и является одним из немногих патронов для самозарядных охотничьих пистолетов (в отличие от револьверов).